# Trait (Programmierung)
Ein Trait (Deutsch: Eigenschaft, Charakteristik) ist ein Begriff aus der objektorientierten Programmierung und beschreibt eine wiederverwendbare Sammlung von Methoden und Attributen, ähnlich einer Klasse. Die Idee der Traits entspringt der Programmiersprache Self und findet mittlerweile in vielen modernen objektorientierten Sprachen Verwendung.
Die Verwendung von Traits erlaubt das horizontale Wiederverwenden einer Methodensammlung. Bei dem Prinzip der Mehrfachvererbung, das einige objektorientierte Programmiersprachen anbieten, ist das gleiche Vorgehen möglich; jedoch umgehen Traits (so wie auch Mixins) das Diamond-Problem, eine speziell durch die Mehrfachvererbung hervorgerufene Beziehungsproblematik unter verschiedenen Klassen.

## Traits als besondere Variante der Mixins
Traits sind bei der Einbindung in andere Klassen viel flexibler als Mixins:
- einzelne Methoden eines Traits lassen sich ausschließen oder durch eine andere ersetzen
- mehrere Traits können in eine Klasse inkludiert werden, wobei sich Namenskonflikte (d. h. gleichbenannte Methoden) mit Hilfe von Aliasen lösen lassen.
- ein Trait kann Methoden benutzen, die nicht in ihm selbst definiert wurden, sondern in der inkludierenden Klasse.
- ein Trait bietet die Möglichkeit, auch Klassenattribute zu definieren.

## Beispiele

### PHP
In der Programmiersprache PHP können Traits ab der Version 5.4 benutzt werden:
```
trait
 
Hello

{

    
public
 
function
 
sayHello
()

    
{

        
echo
 
'Hello '
;

    
}

}

trait
 
World

{

    
public
 
function
 
sayWorld
()

    
{

        
echo
 
'World'
;

    
}

}

class
 
HelloWorld

{

    
use
 
Hello
,
 
World
;

    
public
 
function
 
sayExclamationMark
()

    
{

        
echo
 
'!'
;

    
}

}

$objHelloWorld
 
=
 
new
 
HelloWorld
;

$objHelloWorld
->
sayHello
();

$objHelloWorld
->
sayWorld
();

$objHelloWorld
->
sayExclamationMark
();

```

Das obige Beispiel gibt „Hello World!“ aus.

## Programmiersprachen, die Traits unterstützen
- Curl
- Fortress[3]
- Groovy (ab Release 2.3)
- Haxe (mit der Zusatzbibliothek Composure möglich)[4]
- JavaScript Delegation – Funktionsobjekte als Rollen (Traits und Mixins)
- Kotlin
- Perl 5 (roles, durch das Modul Moose)[5]
- Pharo Smalltalk
- PHP ab Version 5.4
- Python (z. B. durch das Modul Traits[6])
- Raku (auch dort roles genannt)[7]
- Rust[8]
- Scala
- Self